# La Passion
"La Passion" je pjesma Gigija D'Agostina. Pjesma je remix pjesme "Rectangle" francuskog glazbenika Jacna, koja u originalu nema nijednog vokala. Gigi je napravio različite mikseve za različite albume. Pjesma je bila hit u Austriji i Belgiji gdje je držala prvo mjesto top ljestvica.